# 승정원일기
《승정원일기》(한국 한자: 承政院日記, 영어: Seungjeongwon ilgi, Journal of the Royal Secretariat)는 조선 및 대한제국의 승정원에서 왕명 출납, 행정 사무 등을 매일 기록한 일기이다. 2001년 9월 세계기록유산에 등재되었다. 1623년(인조 1년) 음력 3월부터 1910년(순종 4년)까지의 기록이 현존하며, 현재는 인조와 고종 시기의 일기가 번역되어 있다. 다른 이름으로는 후원일기(喉院日記)라고도 한다.

## 개요
승정원일기는 행정과 사무, 왕명, 출납 등을 맡은 승정원의 사무를 기록한 일기이다. 단일 사료로서는 가장 방대한 양으로서 사료적 가치가 높게 평가된다. 모두 3,245책, 글자 수 2억 4,250만자다. 1960년부터 1977년까지 국사편찬위원회에서 초서체였던 승정원일기를 해서체로 고쳐쓰는 작업을 하였다. 2000년부터 2010년까지는 승정원일기 정보화사업을 진행하여 영인본 1책~111책, 127책~129책에 대한 전산화가 진행되었다.
원본 1부밖에 없는 귀중한 자료로 국보 제303호(1999.4.9)로 지정되어 있다. 이는 세계 최대 및 1차 사료로서의 가치를 인정받아 2001년 9월 유네스코세계기록유산으로 등재되었다.

## 보존과 소실
승정원의 주서(注書)·가주서(假注書)는 날마다 승정원의 일기를 썼는데, 매월의 일기는 다음 달 안으로 완성하여 보존되었다. 원래 조선 개국 이래의 일기가 있었는데, 임진왜란 때(1592년, 선조 25년) 불탔고, 1623년(인조 1년)까지의 일기도 이괄의 난으로 말미암아 거의 사라졌다. 그 후 임진왜란 이후의 일기를 개수했으나, 1744년(영조 20년) 승정원의 화재로 인해 임진왜란 직후부터 1721년(경종 1년)의 기록이 소실되어 1746년(영조 22년) 일기청(日記廳)을 설치해 개수했으나 본래 책수의 3분의 1도 안 되는 양만 개수할 수 있었다. 또 영조 때의 승정원 일기 중 임오년의 일(임오화변)과 관련한 내용들은 세손의 청으로 인해 세초되었다. 그리고 1888년(고종 25년)에 또다시 화재로 1851년(철종 2년)에서 1888년(고종 25년)까지의 일기 361책이 소실되었으나 다시 개수했다. 그밖에 수많은 분실과 화재를 당하고 개수하기를 반복하였고, 개수 때 원본의 내용을 어느 정도 고친 것인지 알 수 없다.

## 평가
이 책은 당시의 공적 기록인 《비변사등록(備邊司謄錄)》, 《일성록(日省錄)》과 더불어 드물게 존재하는 조선시대 국정의 결과에 대한 1차 사료로 그 가치는 실록을 능가하는 것으로 여겨지고 있다.

## 같이 보기
- 조선왕조실록
- 비변사 등록
- 일성록